# Nicolas Haxo
Nicolas Haxo (ur. 7 czerwca 1749 w Étival-Clairefontaine, w Lotaryngii, zm. 20 marca 1794 pod Clouzeaux) – francuski generał; wuj generała wojsk inżynieryjnych François Nicolasa Benoît Haxo.
W okresie rewolucji francuskiej był komendantem Gwardii Narodowej w Saint-Dié-des-Vosges, a później – prezesem trybunału w Saint-Dié. W obliczu zagrożenia granic państwa przez siły koalicji antyfrancuskiej, w roku 1791 Haxo zaciągnął się do pierwszego batalionu ochotniczego. Na czele 3. pułku z Wogezów uczestniczył w wojnach toczonych przez rewolucyjną Francję: najpierw - w kampanii nad Renem, później - w Wandei. Odwaga oraz umiejętności pozwoliły mu szybko awansować do stopnia generała dywizji. Podczas bitwy pod Cholet, dzięki zimnej krwi oraz skutecznym manewrom taktycznym Haxo udało się osiągnąć zwycięstwo, mimo że oddziały republikańskie były już gotowe do odwrotu. W roku 1794 na czele sił republikańskich zdobył Noirmoutier. Zginął z bronią w ręku, otoczony przez żołnierzy wroga podczas bitwy pod Clouzeaux. Na mocy dekretu Konwentu Narodowego z 28 kwietnia 1794, jego nazwisko uwieczniono na marmurowej kolumnie w paryskim Panteonie.

## Życiorys
Haxo był synem Benoît Haxo, kancelisty i notariusza w Etival oraz Marie-Madeleine Rosières. Po śmierci ojca w dniu 20 listopada 1761 opiekę nad nim roztoczył jego wuj, François Hax w Saint-Dié-des-Vosges. Wbrew opiniom swojego otoczenia zdecydował się na karierę wojskową.
W dniu 21 lutego 1768 Haxo zaciągnął się do tureńskiego pułku piechoty w Strasburgu. Po dziewięciu latach służby, 21 lutego 1777 w Verdun odszedł z wojska ze stopniem sierżanta.
Zamieszkał w Saint-Dié, gdzie został członkiem rady baliwatu.
W roku 1789 Haxo został dowódcą batalionu Gwardii Narodowej w Saint-Dié. W dniu 7 marca 1790, podczas zebrania członków Gwardii Narodowej z departamentu Wogezów, został mianowany generałem-majorem. W dniu 1 czerwca 1790 wybrano go do 36-osobowej Rady Generalnej departamentu.
W roku 1791 Republika pilnie potrzebowała ochotników. W dniu 30 sierpnia 1791 w Rambervillers, podczas zgromadzenia żołnierzy-ochotników z dystryktów Rambervillers, Saint-Dié, Bruyères oraz Księstwa Salm Haxo został mianowany na stanowisko dowódcy 3. batalionu z Wogezów, w stopniu podpułkownika. Jednostka pod jego wodzą zdobywała garnizon w Obernai w okresie od 4 października 1791 do 28 marca 1792. Później walczyła pod Strasburgiem oraz pod Phalsbourgiem. Batalion z Wogezów, stanowiący część Armii Renu dowodzonej przez Custinesa, wziął udział w bitwach pod Landau, Spirą, Moguncją oraz Frankfurtem nad Menem.
W trakcie tej kampanii, 20 tysięcy żołnierzy francuskich, służących w szeregach batalionu z Wogezów, zostało otoczonych w Moguncji i stawiło czoła oblężeniu. Garnizon pod dowództwem  Klébera oraz Auberta du Bayet próbował się ewakuować. Podczas tego oblężenia Haxo, mianowany dowódcą brygady w dniu 29 czerwca, zachował się przykładnie. Jego oddział, zdziesiątkowany przez choroby oraz ostrzał artyleryjski, skapitulował 23 lipca. Obrońców Moguncji potraktowano z honorami wojskowymi. Warunkiem przyjęcia kapitulacji przez armię pruską było złożenie przez Francuzów obietnicy zaniechania walk przeciwko wojskom koalicyjnym przez okres jednego roku. W dniu 17 sierpnia 1793 Haxo uzyskał awans do stopnia generała brygady. Pozbawiony możliwości walki z zagranicznymi wojskami, został razem ze swoją armią (zwaną od tej pory Armią Moguncką) przeniesiony w inny rejon walk. Na polecenie Carnota włączył się do kampanii przeciwko powstańcom w Wandei, walczącym przeciwko republice. Powstanie objęło swym zasięgiem cały departament Wandei, a źle dowodzone wojska republikańskie stale zmuszane były do odwrotu. Przybycie Armii Mogunckiej zostało nieprzychylnie odebrane przez dowódców republikańskich, działających na miejscu. Wzajemna niechęć niekiedy miała zgubny wpływ na przebieg operacji wojskowych. Wskutek donosu, złożonego do Komitetu Ocalenia Publicznego trzech generałów Armii Mogunckiej: Klébera, Bouina de Marigny oraz Haxo pozbawiono dowództwa. Oskarżono ich o sprzyjanie rojalistom. Decyzja o odsunięciu ich od dowodzenia została jednak uchylona w listopadzie 1793 roku.
Haxo otrzymał zadanie rozbicia oddziałów powstańczych w Basse-Vendée i pojmania ich dowódcy, Charette'a. Wyruszył na wyprawę z zamiarem zdobycia wyspy Noirmoutier, siedziby Charette'a. W dniu 3 stycznia 1794 wyspa została zdobyta, jednak Charette zdążył ją wcześniej opuścić. Wysłannicy powstańców spotkali się z generałem Haxo w celu omówienia warunków kapitulacji. Haxo oznajmił im: „Prowadzę francuskie oddziały przeciwko francuskim powstańcom i, jako że mogę oszczędzić krwi jednych i drugich, obiecuję ocalić życie tych rojalistów, którzy się poddadzą.” Bez względu na obietnicę generała Haxo, komisarze Konwentu Pierre-Louis Prieur oraz Pierre Bourbotte postanowili zgładzić cały garnizon Noirmoutier. Protesty generała Haxo okazały się nieskuteczne. Decyzją republikańskiego generała Louisa Marie Turreau utworzono tzw. „kolumny piekielne”, których celem było represjonowanie mieszkańców zbuntowanych miejscowości. Barbarzyńskie represje nie tylko nie osłabiły woli walki rojalistów, ale wręcz dodały powstańcom motywacji do walki. Haxo co prawda kontynuował pościg za Charette’em jednak nie stosował się do barbarzyńskich zarządzeń Turreau. Jak stwierdził: „Jesteśmy żołnierzami, a nie katami!”
W dniu 20 marca 1794 Haxo, na czele kolumny złożonej z 300 żołnierzy, Haxo starł się z oddziałami Charette'a w pobliżu wioski Clouzeaux. Na początku bitwy Haxo, wspiąwszy się na kościelną dzwonnicę, został trafiony w ramię kulą odbitą rykoszetem. Republikanie usiłowali przeprowadzić wypad przeciwko Wandejczykom, lecz siły przeciwnika okazały się zbyt liczne. Haxo został odcięty od swoich żołnierzy, a jego koń uciekł. Wandejscy jeźdźcy ranili go w udo, uniemożliwiając mu poruszanie się. Oparłszy się o pień dębu, Haxo przystawił szablę do swojej głowy, a chwilę później został dobity strzałem z karabinu przez wandejskiego porucznika. Podobno dowódca armii rojalistów, Charette miał z powodu jego śmierci wyrazić żal słowami: „Jaka szkoda, że musiałem zabić tak dzielnego człowieka”.
Ten opis walk pod Clouzeaux to tylko jedna z licznych podawanych wersji przebiegu bitwy. Historycy nie są zgodni ani co do daty (20 lub 21 marca), ani co do miejsca, gdzie ją stoczono. Niektórzy skłaniają się co do umiejscowienia jej we wsi Venansault. W rzeczywistości prawdopodobnie została stoczona w pobliżu tej miejscowości, a już na pewno – na terenie gminy Clouzeaux.
Źródła związane ze stroną republikańską niemalże milczą na temat okoliczności śmierci generała Haxo. Turreau, który nie udzielił mu niezbędnej pomocy, nie wahał się stwierdzić, że Haxo popełnił samobójstwo, by uniknąć dostania się w ręce wroga. Wersję podaną przez Turreau przez długi czas uważano za oficjalny opis śmierci Haxo. Zwłoki generała pochowano w pobliżu szlacheckiego dworu La Gautronnière (na terenie gminy Clouzeaux). Na grobie posadzono jałowiec. Miejsce pochówku zostało zaniedbane i zapomniane w latach 90. XIX wieku, co sprawiło, że śmierć Haxo pozostała owiana legendą. Nazwisko Nicolasa Haxo widnieje na brązowej tablicy, znajdującej się w muzeum w Wersalu, pomiędzy nazwiskami innych francuskich generałów poległych na polach bitew.